# Coprosma conferta
Coprosma conferta är en måreväxtart som beskrevs av Allan Cunningham. Coprosma conferta ingår i släktet Coprosma och familjen måreväxter. Inga underarter finns listade i Catalogue of Life.